# Antônio Carlos Zago
Antônio Carlos Zago (n. 18 mai 1969) este un fost fotbalist brazilian.

## Statistici
| Brazilia | Brazilia | Brazilia |
| An       | Meciuri  | Goluri   |
| -------- | -------- | -------- |
| 1991     | 2        | 0        |
| 1992     | 3        | 1        |
| 1993     | 6        | 0        |
| 1994     | 0        | 0        |
| 1995     | 0        | 0        |
| 1996     | 0        | 0        |
| 1997     | 0        | 0        |
| 1998     | 3        | 0        |
| 1999     | 12       | 0        |
| 2000     | 10       | 2        |
| 2001     | 1        | 0        |
| Total    | 37       | 3        |